# Syndikatet
Syndikatet er et dansk mikrobryggeri, som fremstiller specialøl.
Syndikatet (formelt Bryg-Syndikatet ApS) blev stiftet i 2011 af bl.a. Jonas Jacobsen, der i 2010 vandt Skandinavisk Mesterskab i Håndbryg.
Syndikatet er et kontraktbryggeri.
Hver øl er repræsenteret ved tegnede personer med gangster/mafia-inspirerede navne som "Direktøren", "Sekretæren", "Håndlangeren" m.fl.

## Produkter
- Direktøren Mørk Stærk ale: øllen som startede det hele, baseret på Nørager Reserva, der vandt samlet guld ved Skandinavisk Mesterskab i Håndbryg i 2010.
- Sekretæren Lys stærk sød ale.
- Agenten IPA (India Pale Ale) Extra.
- Kassemesteren Velhumlet Luksus Lagerøl, også kaldet India Pale Lager.
- Nonnen From Belgisk Ale
- Håndlangeren Imperial Stout
- Mekanikeren Genial Golden Ale
- Spionen Undercover IPA (India Pale Ale).
- Borgmesteren Dristig Doppelbock.
- Frelseren Julebryg.
- Strandløven Velskabt Wit
- Årgangsbryg Eksperimenterede ny øl hvert år
- Psykopaten Sindssyg IPA (India Pale Ale).
- Elskerinden Dessert stout
- Hippien Imperial Saison
- Evangelisten Meget Højtidelig øl
- Politikeren Idealistisk Frokostøl
- Pandaen Sort/hvid IPA (India Pale Ale).
- Festaben Imperial Rum Stout
- Lejemorderen Oak Aged Imperial Stout
- Blegfisen Danish Farmhouse Ale

Syndikatet brygger alt sit øl i Danmark, på Randers Bryghus. Hovedparten af øllene er veganske. Alle øl er upasturiseret og ufiltreret. 